# Tirà diademat de Kalinowski
El tirà diademat de Kalinowski (Silvicultrix spodionota) és un ocell de la família dels tirànids (Tyrannidae).

## Hàbitat i distribució
Habita vessants brollades i sotabosc del centre i sud del Perú i l'oest de Bolívia.

## Taxonomia
Aquesta espècie és considerada un grup subespecífic de Silvicultrix frontalis per alguns autors. L'IOC el considera una espècie de ple dret, arran treballs com ara García-Moreno et al. 1998